# Estado do Grão-Pará e Rio Negro
O Estado do Grão-Pará e Rio Negro foi uma unidade administrativa criada em 1772 por Marquês de Pombal no Norte da América portuguesa, a partir da cisão do Estado do Maranhão e Grão-Pará. A outra unidade criada foi o Estado do Maranhão e Piauí. Sua criação foi formalizada pela Carta Régia de 20 de agosto de 1772 e regulamentada pela provisão de 9 de julho de 1774.
O Estado compreendia as capitanias do Pará e do Rio Negro, tendo Belém como capital. Existiu até 1823, quando o Grão-Pará foi anexado ao Império do Brasil durante as guerras de independência. A capitania do Rio Negro foi rebaixada à condição de comarca intitulada Alto Amazonas pela primeira constituição brasileira outorgada por Pedro I.

## Contexto histórico
Antes de sua divisão, a região Norte da América Portuguesa era administrada pelo Estado do Maranhão e Grão-Pará. Até 1751, o Maranhão ocupava posição central, com o Pará subordinado. Após essa data, o Pará passou a ser a sede administrativa.
A criação do Estado do Grão-Pará e Rio Negro e do Estado do Maranhão e Piauí atendeu a objetivos como melhoria na administração, incentivo ao comércio e consolidação da soberania portuguesa. A Companhia Geral de Comércio do Grão-Pará e Maranhão teve papel central nesse contexto.
Alguns historiadores argumentam que, na prática, o Grão-Pará e Rio Negro era um "pseudo-estado", integrado à antiga repartição do Estado do Brasil. Contudo, não há evidências de um dispositivo jurídico português que efetivamente tenha reunificado as duas administrações.

## Administração
O Estado foi governado por um governador e capitão-general, representantes da autoridade do monarca português. A gestão foi marcada por tensões entre os governadores e as juntas governativas das capitanias subordinadas, como a do Rio Negro. Essas juntas, responsáveis pelo governo na ausência de titulares nomeados, frequentemente entraram em conflito com a administração central. A aristocratização do governo foi uma característica marcante após a criação do Estado, com governadores provenientes da nobreza portuguesa. Entre os principais administradores, destacam-se:
- José de Nápoles Telo de Meneses (1780–1783)
- Martinho de Sousa de Albuquerque e Alte (data desconhecida, posterior a José de Nápoles Telo de Meneses)
- D. Francisco Maurício de Sousa Coutinho (1790–1803)
- D. Marcos de Noronha e Brito, 8.º conde dos Arcos (posterior a D. Francisco Maurício de Sousa Coutinho)
- Antônio José de Sousa Manuel de Noronha, 7.º conde de Vila Flor (posterior a D. Marcos de Noronha e Brito)

## Importância econômica e científica
A cidade de Belém tornou-se um polo comercial e científico, com destaque para a atuação da Companhia Geral de Comércio do Grão-Pará e Maranhão e expedições naturalistas. A região desempenhou papel estratégico na demarcação de fronteiras estabelecidas pelo Tratado de Santo Ildefonso (1777).

## Declínio e anexação ao Império do Brasil
Apesar de sua importância estratégica, o Grão-Pará manteve pouca conexão com o restante da América Portuguesa, mesmo após a transferência da corte portuguesa para o Rio de Janeiro em 1808. Estudos apontam que Belém permaneceu mais ligada a Lisboa do que à capital fluminense.
Em 1821, parte da elite do Grão-Pará apoiou a Revolução liberal do Porto, buscando o fim do regime absolutista luso-brasileiro. No entanto, em 1823, o Estado foi anexado ao Império do Brasil de maneira autoritária.